# Delni tlak
Délni tlák (tudi parciálni tlák) je tlak, ki ga v mešanici plinov v posodi s prostornino V pri temperaturi T pripišemo posameznemu plinu. Grobo rečeno je delni tlak ene komponente mešanice plina v posodi tlak, ki bi nastal v posodi, če bi v namišljenem poskusu odvzeli vse ostale komponente, a tako, da se pri tem ne bi spremenila temperatura. Za mešanico razredčenih plinov velja Daltonov zakon:
{\displaystyle p=\sum _{i}p_{i}}
Pri tem je pi delni tlak posameznega plina, p pa tlak mešanice plina.
Enakovreden je pristop z delnimi prostorninami, pri katerem računamo, da je tlak vsakega plina v mešanici enak tlaku v posodi, vendar pa vsak od plinov zaseda samo del vse prostornine v posodi. Daltonov zakon lahko v tem primeru zapišemo:
{\displaystyle V=\sum _{i}V_{i}}
Daltonov zakon skupaj z zakonom o ohranitvi mase dovoljuje, da mešanico idealnih plinov obravnavamo kot enofazni sistem, če vpeljemo efektivno molsko maso. Za mešanico dveh plinov, pri katerem je masa prvega m1, masa drugega pa m2, M1 in M2 pa sta molski masi prvega in drugega plina, dobimo:
{\displaystyle M={\frac {m_{1}+m_{2}}{m_{1}/M_{1}+m_{2}/M_{2}}}}
Zrak lahko tako obravnavamo kot plin z molsko maso 29 kg/kmol.